# Roger Chapman (golfista)
Roger Michael Chapman (nascido em 1 de maio de 1959) é um jogador profissional inglês de golfe. Profissionalizou-se em 1981 e já ganhou um torneio do circuito europeu da PGA, o Brazil Rio de Janeiro 500 Years Open, em 2000.

## Triunfos profissionais (7)

### Circuito Europeu (1)
| N.º | Data                | Torneio                              | Resultados            | Margem  | Vice-campeão       |
| --- | ------------------- | ------------------------------------ | --------------------- | ------- | ------------------ |
| 1   | 26 de março de 2000 | Brazil Rio de Janeiro 500 Years Open | −18 (70-64-71-65=270) | Playoff | Pádraig Harrington |